# تپه قزل گونی
تپه قزل گونی مربوط به دوران‌های تاریخی پس از اسلام است و در شهرستان بوئین‌زهرا، بخش آوج، روستای سنگاوین واقع شده و این اثر در تاریخ ۱۲ بهمن ۱۳۸۱ با شمارهٔ ثبت ۷۳۰۶ به‌عنوان یکی از آثار ملی ایران به ثبت رسیده است.